# Акома (индейская резервация)
Акома (англ. Pueblo of Acoma) — федеральная резервная индейская территория (индейская резервация) в США. Расположена в округах Сибола, Сокорро и Катрон, в штате Нью-Мексико. На севере граничит с индейской резервацией Лагуна, с запада — с горами Себольета Меса, а неподалёку на западе находится национальный памятник Эль-Мальпаис. Это основное место проживания индейского племени Акома. Территория по состоянию на 1990 год составляла 1036 км², на начало 2014 года увеличилось до 1818,33 км². Численность населения уменьшается, в 1990 году в резервации проживало 3700 человек, на начало 2000 года — 2 802 человек, в 2010 году — 1 167 человек.
По археологическим исследованиям и культурным традициям индейцев Акома, поселение было основано в XI веке.